# 18祭 (関ジャニ∞)
『18祭』（じゅうはっさい、英語: EIGHTEEN FES 2022）は、2022年7月16日から同年7月24日にかけて開催された、関ジャニ∞のデビュー18周年記念野外ライブ公演。『KANJANI∞ STADIUM LIVE 18祭』（カンジャニエイト スタジアム ライブ じゅうはっさい）のタイトルで、同年11月30日にINFINITY RECORDSから21枚目のライブDVD/Blu-rayとして発売された。

## 概要

### スタジアムライブ
- 本ライブは、2022年7月16日から同年7月24日にかけて開催された、関ジャニ∞のデビュー18周年を記念した野外ライブ公演である[18][19][20][21]。
  - 自身はこれまでグループ名の「関ジャニ∞（エイト）」の「8」に因み、8の付く周年や西暦にライブやイベントを多数開催しており[注 4]、本ライブの開催年が「デビュー18周年」であるため、開催が決定した[25][26]。
- 前回のライブツアー『KANJANI'S Re:LIVE 8BEAT』から約6か月振りのワンマンライブであり、自身が野外でワンマンライブを行うのは、2014年の『十祭』以来、約8年振りである[18][27][注 5]。
- 8周年の『∞祭〜ボクらも8っちゃい、8っちゃけまつり〜』（2012年）、10周年の『十祭』（2014年）、15周年の『十五祭』（2019年）と、アニバーサリーイヤーの夏に開催されてきた「祭」ライブの第4弾[28][29][30][31]。
- 本ライブでは、神奈川・日産スタジアムと大阪・ヤンマースタジアム長居の2会場全4公演で、計25万4000人を動員した[20][21][注 6]。
  - この内、日産スタジアム公演では、1公演あたり7万2000人[36][37]、2日間で14万4000人[38]を動員し、自身のライブ史上最大動員数となった[39][注 6]。
    - 自身が日産スタジアムでライブを行うのは初である[40][41][37]。
    - 日産スタジアムでジャニーズ事務所所属のアーティストがライブを行うのは、2006年のSMAP（当時）以来、約16年振り2組目である[42][28][36]。
    - 本ライブの計画当初は「野外（ライブを）やりたい」とだけしか提案しておらず、日産スタジアムでのライブは、「出来たら良いよな」くらいの感覚であったが、スタッフの働きかけの結果、無事に開催が決定した[43]。

  - 自身がヤンマースタジアム長居でライブを行うのは、前述の『十祭』以来、約8年振り、通算3回目である[29]。
    - 同事務所のアーティストで、ヤンマースタジアム長居でライブを行った事のあるアーティストは、2022年7月時点で関ジャニ∞のみである[29]。
- 本ライブのロゴは、ビートたけしが原案を務め、メンバーの安田章大がそれにアレンジを加えて完成したデザインとなっている[44][45][46]。
  - 同ロゴの原案をたけしに依頼した際に、たけしが「祝い事だから」と承諾したと言い、たけしは「原案から、色付けも加工もしていいよ」と言いながらも、「じゃあ俺じゃなくていいじゃねーか笑」とジョークも交じえ、安田が色付けした、途中経過のロゴを見た際には「綺麗になったね」とコメントも交わした事を、過去に番組[注 7]でたけしとMCでタッグを組んだメンバーの村上信五が語っている[45][46][44]。
  - 村上は「たけしさんの手書きのタッチがベースとなり、安田のアイデアと合作して、この度の仕上がりになりました」「たけしさんからも頑張ってとお声も頂きました、今回の18祭。また一つ大切な宝物となったロゴと共に最高のイベントをお届け致します!」とコメントした[45][46][44]。
  - 安田は「いろんな候補を描いてメンバーに色々提案し見てもらいました」と語り、夏祭りの明るいうちは「YOUTH、POP、蒼い、突き抜ける色彩達、サイダーのようにほんのり甘く、泡が弾けるさま」、夕刻を過ぎた夏の夜祭りは「adult、SEXY、猛々しい、眼に刺さる極彩色、アルコールのように刺激が強く、火が燃え盛るさま」と言う様な、数時間の間に夏祭りが多様な顔を魅せる事から、「僕たちの18祭もそのように楽しんでもらえたらなとロゴに込めました」と同ロゴへの思いを明かした[45][46][44]。また、たけしの原案については「たけしさんの直筆のロゴの筆触や、筆圧の強弱、線の太さやよれ、それらがこの様なイメージをくださり、紆余曲折の末、このDesignに行きつきました。非常に感謝しています。ここからはEIGHTERとみんなでこのロゴを掲げ騒ぐのみです!」とコメントした[45][46][44]。
- 本ライブのCDおよび映像作品販売ブースにて、関ジャニ∞の商品（CD・DVD・Blu-ray）を1点購入時に、『「喝采」ミニ∞FLAG』を1つ先着で配布[47]。
  - 同特典は、後述のシングル『喝采』初回限定盤・通常盤のジャケット写真に描かれている旗のミニレプリカとなっている[47]。
  - 尚、特典は『喝采』に関する物となっているが、キャンペーン対象商品は『喝采』に限らず、どの商品でも可能[47]。
- 2022年1月23日、前述のライブツアー『KANJANI'S Re:LIVE 8BEAT』の千秋楽で本ライブの開催が発表された[17][29]。
  - 情報解禁当初は、本ライブタイトルが漢数字で『十八祭』の表記であり[48]、メンバーの大倉忠義の公式Twitter[49]や音楽系ニュースサイト『音楽ナタリー』でも同様の表記が使用された[17]が、同年1月24日以降の自身の自主レーベルの公式サイト[50]や、所属事務所の公式サイト[51]では、算用数字で『18祭』の表記が使用されており、同年4月13日・14日に同ライブの日程が解禁された際の各スポーツ新聞でも全て後者で統一された[29][28][27][32][42][30][35][33][31][41]。
- 同年4月13日、自身のファンクラブ内動画コンテンツ『関ジャニ∞TV』にて本ライブの詳細が発表された[18]。
  - 4月13日は、2025年に大阪府で開催予定の『2025年日本国際博覧会（大阪・関西万博）』の開幕日にあたることから、同日の発表となった[32]。
  - 同動画は日産スタジアムのピッチで収録されており[28]、安田は「日産スタジアムに立てることなんてないですから。まずこのすごいこと、長居に戻れるということ、喜びをかみしめながら作っていきます」と意気込みを語った[42]。
  - 本ライブの演出も担当する大倉は「参加してもらった皆さんが、心から良い思い出になるようなイベントをみんなで考えたい」とコメントした[29]。
  - 村上は「スタジアムならではのものも、ふんだんに盛り込みたい」とライブの構想を語っており、「ファンの皆さんにも参加していただける企画も同時進行で考えています」と、本ライブとの連動企画についても展望を述べた[28]。
- 同年4月13日・14日、本ライブの開催を記念し、両日の18時から22時にかけて、日産スタジアムがメンバーカラー[注 8]にライトアップされた[34]。
- 同年5月13日、本ライブの特設サイトが公開された[52][53]。
- 同年6月1日、本ライブの公式Twitterが開設された[54]。
  - 自身のワンマンライブの専用公式SNSアカウントが開設されるのは初である。
- 同年6月2日より、「18祭!楽しみな祭!」と題し、楽曲リクエスト企画を実施[55][53]。

- 同年6月17日、同年4月29日より「右低音障害型難聴」と「両側耳鳴り」のため、一定期間の活動休止を発表していた[56]大倉が、本ライブのリハーサルをもって活動を再開した[57]。
- 同年6月25日、チケットぴあにて本ライブのチケットの一般販売が行われ、新たなティザー映像が公開された[58]。
- 同年7月5日 - 7月24日、後述の『喝采』の発売を記念し、本ライブの情報解禁時のアーティスト写真で着用していたメンバーの法被「18祭青春ハッピ」の展示が、全国5箇所のCDショップにて開催された[59]。開催会場は以下の通り。

| 地域   | 会場                              | 着用メンバー |
| ------ | --------------------------------- | ------------ |
| 北海道 | 玉光堂 パセオ店                   | 村上信五     |
| 東京都 | SHIBUYA TSUTAYA                   | 大倉忠義     |
| 愛知県 | タワーレコード 名古屋近鉄パッセ店 | 丸山隆平     |
| 大阪府 | タワーレコード 梅田NU茶屋町店     | 横山裕       |
| 福岡県 | タワーレコード 福岡パルコ店       | 安田章大     |

- 同年7月5日、本ライブの開催および『ROCK IN JAPAN FESTIVAL 2022』[注 9]への出演に伴い、デビューシングル『浪花いろは節』から後述のシングル『喝采』までの関ジャニ∞の楽曲の中から厳選された楽曲をコンパイルした配信限定アルバム『関ジャニ∞のいろは』が、『関ジャニ∞アプリ』限定で配信された[61]。
- 同年7月6日、本ライブに先駆けて、自身の47thシングル『喝采』が発売された[19][41][62][63]。
  - 同作の完全生産限定盤には、本ライブの実質的なライブパンフレットとなる、48Pに渡る縦型ミニパンプレット仕様の撮りおろしフォトブック『"∞TEEN" PHOTO BOOK for 18祭』を封入[64]。
  - 同作の通常盤の『関ジャニ∞アプリ』限定配信特典として、本ライブの神奈川公演の会場である、日産スタジアムでの撮影の裏側を収めた特典映像『ジャケット写真&日産スタジアム撮影 メイキング』を配信[65]。
  - 同作の全形態購入者の『関ジャニ∞アプリ』限定配信特典として、本ライブの「踊!SONG」および「レア!SONG」の第1位を各1曲ずつと、同作の表題曲「喝采」の計3曲のライブ音源が収録されたライブ・アルバム『18祭 "もぎたてホヤホヤ" LIVE音源』とライブ写真が配信された[66]。

- 同年7月24日、本ライブの千秋楽公演である大阪・ヤンマースタジアム長居公演にて、本ライブの続きにあたるドームツアー『関ジャニ∞ ドーム LIVE 18祭』の開催が発表された[67][68][69]。
- 同年8月8日、本ライブの映像が使用された、「青春FIREWORKS」のメモリアルムービーが公開された[70]。
- 2023年2月4日 - 25日、フジテレビ系連続ドキュメンタリー『RIDE ON TIME』にて、本ライブおよび前述のドームツアー『関ジャニ∞ ドームLIVE 18祭』の舞台裏などを密着した映像が放送された[71][72]。

### 映像作品
- 前作『KANJANI'S Re:LIVE 8BEAT』から約6か月振りのリリース。
- 本作は初回限定盤A・B、通常盤（各DVD/Blu-ray）の6形態で発売。
- 本作には、2022年7月17日に開催された神奈川・日産スタジアム公演2日目の模様を収録[22][23][24]。
- 初回限定盤には特典映像を収録した特典DVD/Blu-rayを付属。
  - 初回限定盤A・B共通で、全6曲のマルチアングルを収録[22][23][24]。
  - 初回限定盤Aには、「いいとこ採り18祭@日産スタジアム [Day1]」と題した、2022年7月17日に開催された、神奈川・日産スタジアム公演1日目の模様と、「実録!18祭の舞台裏!!〜Documentary of Eighteen Festival〜」と題したドキュメンタリー映像を収録[22][23][24]。
  - 初回限定盤Bには、「いいとこ採り18祭@ヤンマースタジアム長居 [Day4]」と題した、7月24日に開催された大阪・ヤンマースタジアム長居公演2日目の模様と、「詰め放題!みどころBOX」と題した、各公演のMCや、「A・RA・SHI」披露時やキャンジャニ∞登場時の挨拶のダイジェスト映像を収録[22][23][24]。
- 通常盤のみ、自身のスマートフォン向け公式アプリ『関ジャニ∞アプリ』にて特典映像「村CAM on the STAGE」と特典画像「のぞき見!18祭」が配信された[73]。
  - 「村CAM on the STAGE」は、本編で披露された「関ジャニ∞ on th STAGE」のパフォーマンス中に、村上がスマートフォンで撮影したステージからの景色や、ステージを降りた後の様子を収録した映像となっている[73]。
  - 「のぞき見!18祭」は、現場スタッフが撮影した本ライブの写真や動画が保存された、リアルなスタッフフォルダとなっている[73]。
- 本作の応募特典として、後述のドームツアーの各会場2日目に、ライブリハーサルを見学出来るリハーサル見学会イベント『関ジャニ∞リハーサル見学会 〜ホンマにリハしかせぇへんよ!〜』が開催された[74]。

#### 各形態概要
| 特典内容                                        | 形態        |
| ----------------------------------------------- | ----------- |
| 特典DVD/Blu-ray（詳細は「#初回限定盤A」を参照） | 初回限定盤A |
| トールケース LPサイズ紙ジャケット仕様           | 初回限定盤A |
| めちゃデカLIVE Photoカード（カード式18P）       | 初回限定盤A |
| 18祭すごろく〜夏編〜                            | 初回限定盤A |
| 特典DVD/Blu-ray（詳細は「#初回限定盤B」を参照） | 初回限定盤B |
| デジパック スリーブケース仕様                   | 初回限定盤B |
| LIVE Photo Book（48P）                          | 初回限定盤B |
| ポスター型歌詞カード                            | 全形態      |

| 特典内容           | 形態   |
| ------------------ | ------ |
| 村CAM on the STAGE | 通常盤 |
| のぞき見!18祭      | 通常盤 |

## コメント
※出典を参照。原文ママ。
- 横山裕
  - 「8年ぶりのスタジアムライブ、僕たちにとっても大変楽しみな祭りです。この状況下で、沢山の方にライブをできる幸せを噛み締めて、最高のパフォーマンスをしたいと思います! ジャニーズの祭りを見せられる演出など、メンバーで考えておりますので、是非ともお時間ある方は遊びに来てください!」
- 村上信五
  - 「ここまで、本当に沢山の支えと出会いでやってこられました。そうして、経験を積んできた今だからこそ出来るエンタメを。関ジャニらしいと感じて頂ける空間を。僕達にしか出せない明るく楽しい「何か」をギリギリまで模索し、お届けしたく思います。どうぞ、関ジャニの夏祭りで思い出に残る夏をお過ごしくださいませ。」
- 丸山隆平
  - 「この度、関ジャニ∞18周年を記念して、久しぶりのスタジアムで大きなLive形式の祭りを開催させていただく運びとなりました。18歳まで、僕たちを愛でて下さった方達への、全力の恩返しを表現したいと、メンバー、チーム共々、企んでおります。僕たちの今のありったけを届けますので、他では観られない関ジャニ∞ならではのエンターテイメントを持参して挑みますので、どうか、その時まで、ご来場される皆々様、健康でご来場されることを心待ちにしております。僕たちも、チーム共々、万全の体制で迎え入れますので、いらっしゃること楽しみにしてます。もちろん、来られなかった方々にも僕たちの青春を共有して頂けるよう、先々思案していますので、楽しみにしておいでください。このイベントを通して、関ジャニ∞と青春を体感しましょう!」
- 安田章大
  - 「一生涯で一度でも立てることの凄さに驚嘆しています、そして興奮しています。それ程までに現実離れしている事実です。18祭、そうFestival。関ジャニ∞としてどう派手にPOPに彩れるか、各グループではなくジャニーズが好きな方々皆様に楽しんでもらえる様なド派手な夏祭りにして最高の息抜きの場になる様にしたいなと感じてます」
- 大倉忠義
  - 「祭だぁーーー! ウキウキしててください、ドキドキワクワクの関ジャニ∞祭りを開催します。18年応援してくれてありがとうございます。極上のエンタメでお返しします!!」

## 公演日程
| 年     | 月  | 日   | 開演時間 | 会場                             |
| ------ | --- | ---- | -------- | -------------------------------- |
| 2022年 | 7月 | 16日 | 18:00    | 日産スタジアム（神奈川県）       |
| 2022年 | 7月 | 17日 | 18:00    | 日産スタジアム（神奈川県）       |
| 2022年 | 7月 | 23日 | 17:30    | ヤンマースタジアム長居（大阪府） |
| 2022年 | 7月 | 24日 | 17:30    | ヤンマースタジアム長居（大阪府） |

## 販売形態
- 発売日：2022年11月30日
  - 初回限定盤A（JABA-5456~5459：4DVD）
    - トールケース LPサイズ紙ジャケット仕様
    - 『めちゃデカLIVE Photoカード』封入（カード式18P）
    - 『ポスター型歌詞カード』封入
    - 『18祭すごろく〜夏編〜』封入

  - 初回限定盤A（JAXA-5187~5189：3Blu-ray）
    - 5.1chサラウンド（本編映像、マルチアングルのみ）
    - トールケース LPサイズ紙ジャケット仕様
    - 『めちゃデカLIVE Photoカード』封入（カード式18P）
    - 『ポスター型歌詞カード』封入
    - 『18祭すごろく〜夏編〜』封入

  - 初回限定盤B（JABA-5460~5463：4DVD）
    - デジパック スリーブケース仕様
    - 『LIVE Photo Book』封入（48P）
    - 『ポスター型歌詞カード』封入

  - 初回限定盤B（JAXA-5190~5192：3Blu-ray）
    - 5.1chサラウンド（本編映像、マルチアングルのみ）
    - デジパック スリーブケース仕様
    - 『LIVE Photo Book』封入（48P）
    - 『ポスター型歌詞カード』封入

  - 通常盤（JABA-5464~5465：2DVD）
    - 『ポスター型歌詞カード』封入

  - 通常盤（JAXA-5193：Blu-ray）
    - 5.1chサラウンド
    - 『ポスター型歌詞カード』封入

## チャート成績
- オリコンチャート
  - 2022年11月29日付の「オリコンデイリー DVDランキング」で初登場1位を獲得した[1]。
  - 2022年11月29日付の「オリコンデイリー ミュージックDVDランキング」で初登場1位を獲得した[2]。
  - 2022年11月29日付の「オリコンデイリー Blu-rayランキング」で初登場1位を獲得した[3]。
  - 初週150,059枚を売り上げ、2022年12月12日付の「オリコン週間 ミュージックDVD・Blu-rayランキング」で週間1位を獲得した[4][5]。
    - 12作連続、通算12作目のミュージックDVD・Blu-ray1位獲得となった。
    - これにより、「ミュージックDVD・Blu-ray連続1位獲得作品数」および「ミュージックDVD・Blu-ray通算1位獲得作品数」共に、オリコンチャート史上歴代1位タイを記録した[4]。

  - 初週43,333枚を売り上げ、2022年12月12日付の「オリコン週間 DVDランキング」で週間1位を獲得した[4][6]。
    - 19作連続、通算20作目のDVD1位獲得となった。

  - 初週106,726枚を売り上げ、2022年12月12日付の「オリコン週間 Blu-rayランキング」で週間1位を獲得した[4][7]。
    - 14作連続、通算14作目のBlu-ray1位獲得となった[4]。
    - これにより、「Blu-ray連続1位獲得作品数」および「Blu-ray通算1位獲得作品数」共に、オリコンチャート史上歴代単独1位の記録を更新した[4]。

  - 初週43,333枚を売り上げ、2022年12月12日付の「オリコン週間 ミュージックDVDランキング」で週間1位を獲得した[8]。
    - 19作連続、通算20作目のミュージックDVD1位獲得となった。

  - 初週106,726枚を売り上げ、2022年12月12日付の「オリコン週間 ミュージックBlu-rayランキング」で週間1位を獲得した[9]。
    - 15作連続、通算15作目のミュージックBlu-ray1位獲得となった。

  - 累計157,785枚を売り上げ、2022年度「オリコン年間 ミュージックDVD・Blu-rayランキング」で年間10位を獲得した[10]。
  - 累計46,102枚を売り上げ、2022年度「オリコン年間 DVDランキング」で年間15位を獲得した[11]。
  - 累計111,683枚を売り上げ、2022年度「オリコン年間 Blu-rayランキング」で年間10位を獲得した[12]。
- SoundScan Japan
  - 累計164,302枚を売り上げ、2022年12月度「音楽ビデオ・セールス・チャ―ト」で月間1位を獲得した[13]。
  - 累計16.4万枚を売り上げ、2022年度「年間ビデオ・セールス・チャ―ト」で年間10位を獲得した[14]。

## 収録内容

### 本編映像（セットリスト）
- 日産スタジアム公演2日目のセットリスト[77][78][79]。
- 各DVD盤は、Disc 1にM-1~18、Disc 2にM-19以降を収録。
- 通常盤以外の各Blu-ray盤は、Disc 1にM-1~15、Disc 2にM-16以降を収録。
- 通常盤のBlu-ray盤は、Disc 1に全て収録。

1. 無責任ヒーロー
2. あおっぱな
3. 青春ハードパンチャー
4. がむしゃら行進曲
5. 前向きスクリーム!
6. T.W.L
7. CIRCLE
8. 〈ジャニーズメドレー〉
  1. 初心LOVE
  2. マスカラ
  3. D.D.
  4. Anniversary
  5. Sexy Zone
  6. Real Face#2
  7. ファンタスティポ
  8. キミアトラクション
  9. スシ食いねェ!
  10. Hey Hey おおきに毎度あり
  11. A・RA・SHI
  12. シンデレラガール
  13. ええじゃないか

〈Jr.コーナー〉
1. Can't stop
作詞：大倉忠義
作曲：安田章大

1. 罪と夏
2. Dear Summer様!!
3. クラゲ
4. オモイダマ

〈MC〉
1. マーメイド
2. アネモネ
3. ∞レンジャー / エイトレンジャー
4. ER / エイトレンジャー
5. CANDY MY LOVE / キャンジャニ∞
6. ここに
7. ローリング・コースター
8. 夕闇トレイン
9. BJ
10. ズッコケ男道
11. 勝手に仕上がれ
12. 喝采
13. 青春FIREWORKS

〈アンコール〉
1. ∞SAKAおばちゃんROCK
2. 好きやねん、大阪。
3. モンじゃい・ビート
4. 関風ファイティング
5. イッツ マイ ソウル
6. 急☆上☆Show!!
7. All is well

〈Wアンコール〉
1. 関ジャニ∞ on the STAGE

〈エンドロール〉
- 喝采 "18祭" Remix

### 特典映像

#### 初回限定盤A
- DVD盤は、マルチアングルをDisc 3、その他をDisc 4に収録。
- Blu-ray盤は、マルチアングルをDisc 1・2、その他をDisc 3に収録。

| #         | タイトル                                                    | 作詞   | 作曲・編曲 | 時間  |
| --------- | ----------------------------------------------------------- | ------ | ---------- | ----- |
| 1.        | 「マルチアングル」                                          |        |            | 93:50 |
| 2.        | 「いいとこ採り18祭@日産スタジアム [Day1]」                  |        |            | 53:01 |
| 3.        | 「実録!18祭の舞台裏!!〜Documentary of Eighteen Festival〜」 |        |            | 36:04 |
| 合計時間: | 合計時間:                                                   | 182:55 |            |       |

| #         | タイトル         | 作詞  | 作曲・編曲 | 時間  |
| --------- | ---------------- | ----- | ---------- | ----- |
| 1.        | 「CIRCLE」       |       |            | 15:20 |
| 2.        | 「初心LOVE」     |       |            | 9:15  |
| 3.        | 「A・RA・SHI」   |       |            | 13:15 |
| 4.        | 「マーメイド」   |       |            | 19:05 |
| 5.        | 「ズッコケ男道」 |       |            | 18:25 |
| 6.        | 「喝采」         |       |            | 18:30 |
| 合計時間: | 合計時間:        | 93:50 |            |       |

| #         | タイトル                       | 作詞  | 作曲・編曲 | 時間 |
| --------- | ------------------------------ | ----- | ---------- | ---- |
| 1.        | 「無責任ヒーロー」             |       |            | 2:58 |
| 2.        | 「あおっぱな」                 |       |            | 2:53 |
| 3.        | 「青春ハードパンチャー」       |       |            | 3:18 |
| 4.        | 「がむしゃら行進曲」           |       |            | 3:09 |
| 5.        | 「前向きスクリーム!」          |       |            | 3:02 |
| 6.        | 「初心LOVE」                   |       |            | 1:50 |
| 7.        | 「スシ食いねェ!」              |       |            | 1:35 |
| 8.        | 「シンデレラガール」           |       |            | 1:13 |
| 9.        | 「罪と夏」                     |       |            | 2:04 |
| 10.       | 「クラゲ」                     |       |            | 2:37 |
| 11.       | 「歓喜の舞台」                 |       |            | 3:31 |
| 12.       | 「イエローパンジーストリート」 |       |            | 3:47 |
| 13.       | 「青春FIREWORKS」              |       |            | 4:09 |
| 14.       | 「All is well」                |       |            | 5:54 |
| 合計時間: | 合計時間:                      | 53:01 |            |      |

#### 初回限定盤B
- DVD盤は、マルチアングルをDisc 3、その他をDisc 4に収録。
- Blu-ray盤は、マルチアングルをDisc 1・2、その他をDisc 3に収録。

| #         | タイトル                                           | 作詞   | 作曲・編曲 | 時間  |
| --------- | -------------------------------------------------- | ------ | ---------- | ----- |
| 1.        | 「マルチアングル」                                 |        |            | 93:50 |
| 2.        | 「いいとこ採り18祭@ヤンマースタジアム長居 [Day4]」 |        |            | 55:30 |
| 3.        | 「詰め放題!みどころBOX」                           |        |            | 47:31 |
| 合計時間: | 合計時間:                                          | 196:51 |            |       |

| #  | タイトル         | 作詞 | 作曲・編曲 |
| -- | ---------------- | ---- | ---------- |
| 1. | 「CIRCLE」       |      |            |
| 2. | 「初心LOVE」     |      |            |
| 3. | 「A・RA・SHI」   |      |            |
| 4. | 「マーメイド」   |      |            |
| 5. | 「ズッコケ男道」 |      |            |
| 6. | 「喝采」         |      |            |

| #         | タイトル                   | 作詞  | 作曲・編曲 | 時間 |
| --------- | -------------------------- | ----- | ---------- | ---- |
| 1.        | 「無責任ヒーロー」         |       |            | 2:59 |
| 2.        | 「あおっぱな」             |       |            | 2:47 |
| 3.        | 「青春ハードパンチャー」   |       |            | 3:26 |
| 4.        | 「T.W.L」                  |       |            | 3:11 |
| 5.        | 「CIRCLE」                 |       |            | 3:00 |
| 6.        | 「マスカラ」               |       |            | 1:07 |
| 7.        | 「D.D.」                   |       |            | 1:07 |
| 8.        | 「スシ食いねェ!」          |       |            | 1:34 |
| 9.        | 「罪と夏」                 |       |            | 2:05 |
| 10.       | 「オモイダマ」             |       |            | 3:24 |
| 11.       | 「青春FIREWORKS」          |       |            | 4:09 |
| 12.       | 「∞SAKAおばちゃんROCK」    |       |            | 2:05 |
| 13.       | 「好きやねん、大阪。」     |       |            | 1:40 |
| 14.       | 「モンじゃい・ビート」     |       |            | 2:12 |
| 15.       | 「All is well」            |       |            | 5:44 |
| 16.       | 「関ジャニ∞ on the STAGE」 |       |            | 4:46 |
| 合計時間: | 合計時間:                  | 55:30 |            |      |

| #         | タイトル                   | 作詞  | 作曲・編曲 | 時間  |
| --------- | -------------------------- | ----- | ---------- | ----- |
| 1.        | 「MCダイジェスト」         |       |            | 29:29 |
| 2.        | 「キャンジャニ∞ ご挨拶集」 |       |            | 9:55  |
| 3.        | 「A・RA・SHI 集」          |       |            | 8:07  |
| 合計時間: | 合計時間:                  | 47:31 |            |       |

#### 通常盤
| #  | タイトル               | 作詞 | 作曲・編曲 |
| -- | ---------------------- | ---- | ---------- |
| 1. | 「村CAM on the STAGE」 |      |            |

## 演出
- 本ライブの演出もメンバーの大倉忠義が担当を予定していた[29]が、大倉の休業が重なったため、残る4人のメンバーで話し合いながら決めていった[80][81]。
  - その中で、村上の考えとしては「めちゃくちゃ深入りする曲」を作らない様にしており、初めて関ジャニ∞のライブを観に来る人も居るため、「色んな人が楽しめる」と言う事を念頭に置き、良いものは「良い」、そうでなければ「別に今じゃなくて良いんじゃない?」など、村上はフラットな目線でセットリストを構成していった[80]。
- 基本的な演出は、メンバーが『十祭』の時を振り返りながら、「今の自分らが出来るモリモリ最大限は何だろうな」と言う事を軸に考えていった[81]。
- ライブの構成としては、「初めて関ジャニ∞のライブに来る観客」を意識したものとなっており、「昔からの人も初めて見る人も同じ様に楽しめる様にする」事を心がけたと言う[43]。また、「マニアックな曲も入れようか?」との話も挙がったが、先の「初めて見る人」を意識し、「ここは一から応援してもらうための構成で良いのかな」と結論付け、今回のセットリストとなった[43]。
- ライブ登場時は、ゴンドラを使用し、高さ25メートルの特設メインステージから5人が登場した[20][38]。
  - 日産スタジアム1日目公演では、開催前日からの大雨の影響により、一時は安全を考慮しゴンドラを使用した登場を控える事も想定されていたが、本番20分前の予報を確認し、ゴンドラでの登場が可能となった事により、今回の登場の演出となった[82][注 24]。
- ライブ中盤では、関ジャニ∞と同事務所所属アーティストの楽曲のカバーメドレーを披露[20][21][37]。
- 「罪と夏」では、水の総重量50トン超、地上20メートル以上のウォータースプラッシュが噴出された[20][36]。
- 楽曲ファン投票発表企画「ハチフェス」を約8年振りに開催[55][53]。

- 自身のコントキャラクター『エイトレンジャー』が約2年振り、生のライブでは約6年振りに登場した[注 25][25][20][39]。
- 自身が女装したガールズユニット『キャンジャニ∞』が約2年振り、生のライブでは約7年振りに登場した[25][20][39]。
- ライブ当時最近シングルであった「喝采」や代表曲「ズッコケ男道」など、計7曲がバンドスタイルで楽曲が披露された[83][84]。
  - この内、「ここに」「ローリング・コースター」「夕闇トレイン」「BJ」は5人体制で初披露された[83][84]。
  - 「ここに」では、ライブで初めてバンドスタイルで披露した[注 26][39][85]。
  - 「ズッコケ男道」と「勝手に仕上がれ」では、村上が関ジャニ∞のライブで初めてショルダーキーボードを使用した[83][84]。
- 「青春FIREWORKS」では、メンバーが浴衣姿で歌唱し、曲中には約800発の花火が打ち上がった[25][20][26]。

## ハチフェス
- 楽曲ファン投票発表企画[55][53][86][87][88]。
- デビュー10周年記念ライブ『十祭』以来、約8年振りの開催[89][90]。
  - 前回と同様に嵐の「アラフェス」をオマージュしている[89][90]。
  - 前回はメンバーのイラストが2Dのアニメーションだったが、今回はメンバーをキャラクター化した「関ジャニ∞BOY」として、3Dのアニメーションで描かれている[89][90]。
- 「18祭!楽しみな祭!」と題し、2022年6月2日から同月7日にかけて、自身のファンクラブ内で楽曲リクエストが募集された[55][53][87][91]。
  - 自身のファンクラブ内動画コンテンツ『関ジャニ∞TV』にて、横山と村上による『ヨコヒナちゃんねる』と題した動画企画を立ち上げ、「踊!SONG」としてダンス曲、「レア!SONG」としてこれまでライブなどで披露していない"レア"な楽曲を部門ごとにベスト3を募集した[53][87][92][93]。
- 同動画のフルバージョンはファンクラブ限定となっているが、本ライブの特設サイトに掲載されている動画の一部分を割愛したショートバージョンは、ファンクラブに加入していなくても動画を視聴出来る仕様になっている[53]。
- それぞれ第1位の楽曲を本ライブで披露[注 27][88][87][92]。
  - これらの各第1位の2曲は、配信限定ライブアルバム『18祭 "もぎたてホヤホヤ" LIVE音源』にライブ音源として収録された[66]。

### 踊!SONG
※ダンス曲のランキング。
1. マーメイド
2. Explosion
3. Black of night
4. モノグラム
5. WASABI
6. Masterpiece
7. フローズンマルガリータ
8. Dye D?

### レア!SONG
※ライブであまり披露されていない楽曲のランキング。
1. アネモネ
2. 夕闇トレイン
3. 乱れ咲けロマンス
4. cinematic
5. EXTEND!
6. クラゲ
7. モノグラム
8. 蒼写真

## グッズ
| グッズタイトル                                            | 詳細                                     | 価格      |
| --------------------------------------------------------- | ---------------------------------------- | --------- |
| フォトカードセット                                        | フォトカードセット                       | 1,200円   |
| Tシャツ                                                   | Tシャツ                                  | 3,000円   |
| マフラータオル                                            | マフラータオル                           | 1,800円   |
| 【横山裕プロデュース】 マジカルミサンガ                   | ミサンガ                                 | 1,500円   |
| 【村上信五プロデュース】 ピンバッジさ、ネックストラップと | ピンバッジ（全2種同梱） ネックストラップ | 2,200円   |
| 【丸山隆平プロデュース】 ご自由にボディシール             | ボディシール                             | 800円     |
| 【安田章大プロデュース】 Sidekick                         | タンブラー                               | 2,500円   |
| 【大倉忠義プロデュース】 ちびぬい 18祭ver.                | ぬいぐるみ（メンバー1人ずつ、全5種）     | 各2,500円 |

- 会場でのグッズ販売は行わず[注 29]、全て通信販売サイト『ジャニーズショップ オンラインストア』のみでの販売[95][53]。
- 受付期間：2022年6月16日 - 8月15日[95][53]